# The Hell of Steel: Best of Manowar
A The Hell of Steel: Best of Manowar az amerikai Manowar 1994-ben megjelent második válogatáslemeze. A lemezt az Atlantic Records miatti szerződéses kötelezettségek miatt adták ki. A válogatáson olyan számot jelentek meg, melyeket az Atlantic adott ki (Fighting the World, Kings of Metal és The Triumph of Steel albumok). A zenekar nem tekinti az anyagot hivatalos kiadásnak.

## Számlista
1. "Fighting the World" – 3:46
2. "Kings of Metal" – 3:43
3. "Demon's Whip"  – 7:44
4. "Warrior's Prayer" – 4:20
5. "Defender" – 6:01
6. "Crown and the Ring" – 4:46
7. "Blow Your Speakers" – 3:36
8. "Metal Warriors" – 3:59
9. "Black Wind, Fire and Steel" – 5:17
10. "Hail and Kill" – 5:54
11. "Power of Thy Sword" – 7:49
12. "Herz Aus Stahl" – 5:10
13. "Kingdom Come" – 3:55
14. "Master of the Wind" – 5:27

- A Herz Aus Stahl a Heart of Steel német verziója.